# Fred Coconut
Fred Coconut est un dessinateur de bande dessinée français né le 29 mai 1966 à Boulogne Billancourt.

## Biographie
Friedrich Kokosnuss, Fred Coconut est né le 29 mai 1966 à Boulogne Billancourt. Il suit l'école supérieure des arts appliqués Duperré, à Paris, avant de devenir journaliste pigiste pour la revue Circus,.
Il publie ses premiers dessins dans la revue catholique Les Petits Frères. Il s'adonne aux dessins humoristiques et aux caricatures et illustre des ouvrages jeunesse et d'autres albums, y compris de photos. En parallèle, il collabore avec divers titres de presse comme Que Choisir, Science et Vie Junior, Télérama, L'Écho marcellois. Il travaille parfois avec son fils, Maxime, maquettiste et infographiste.
Il s'installe en Normandie au début des années 2000. À partir de 1995, Fred Coconut entame une longue collaboration avec Brouck, Barros et Lherbier en créant les éditions de bande dessinée Grafouniages, à Heubécourt-Haricourt, où il est installé. 
Il apparaît affilié à la société des auteurs de Normandie.

## Œuvres
- Bazar vous avez dit bazar ?, éditions Grafouniages, 1999  (ISBN 2-9509199-3-6)
- Donzelles, éditions Grafouniages, 2001  (ISBN 2-9509199-7-9)
- Les menus, avec Barros, Lionel Brouck, Grafouniages, 2001  (ISBN 2-9509199-6-0)
- L'Amour encore, avec Barros, Grafouniages, 2002  (ISBN 2-9518770-0-5)
- L'Amour enfin !,  avec Barros, Grafouniages, 2002  (ISBN 2-9509199-9-5)
- L'intégrale du meilleur du moins pire avec Barros, Grafouniages, 2008  (ISBN 978-2-917740-00-2)
- Les virelangues dans l'alphabet, dessins de Maxime & Fred Coconut ; textes de Catherine Cahard ; couleurs de Sébastien Destin, Grafouniages, 2010  (ISBN 978-2-917740-02-6)
- L'arrivée de bébé Comment survivre?  avec Barros, Grafouniages, 2011  (ISBN 9782917740040)
- Vous avez bien régions ! Guide touristico-humoristique des 27 régions françaises..., Grafouniages, 2014  (ISBN 978-2-917740-12-5)